# Syringolaimus smarigdus
Syringolaimus smarigdus är en rundmaskart som beskrevs av Nathan Augustus Cobb 1928. Syringolaimus smarigdus ingår i släktet Syringolaimus och familjen Rhabdolaimidae. Inga underarter finns listade i Catalogue of Life.